# Regina (biologia)

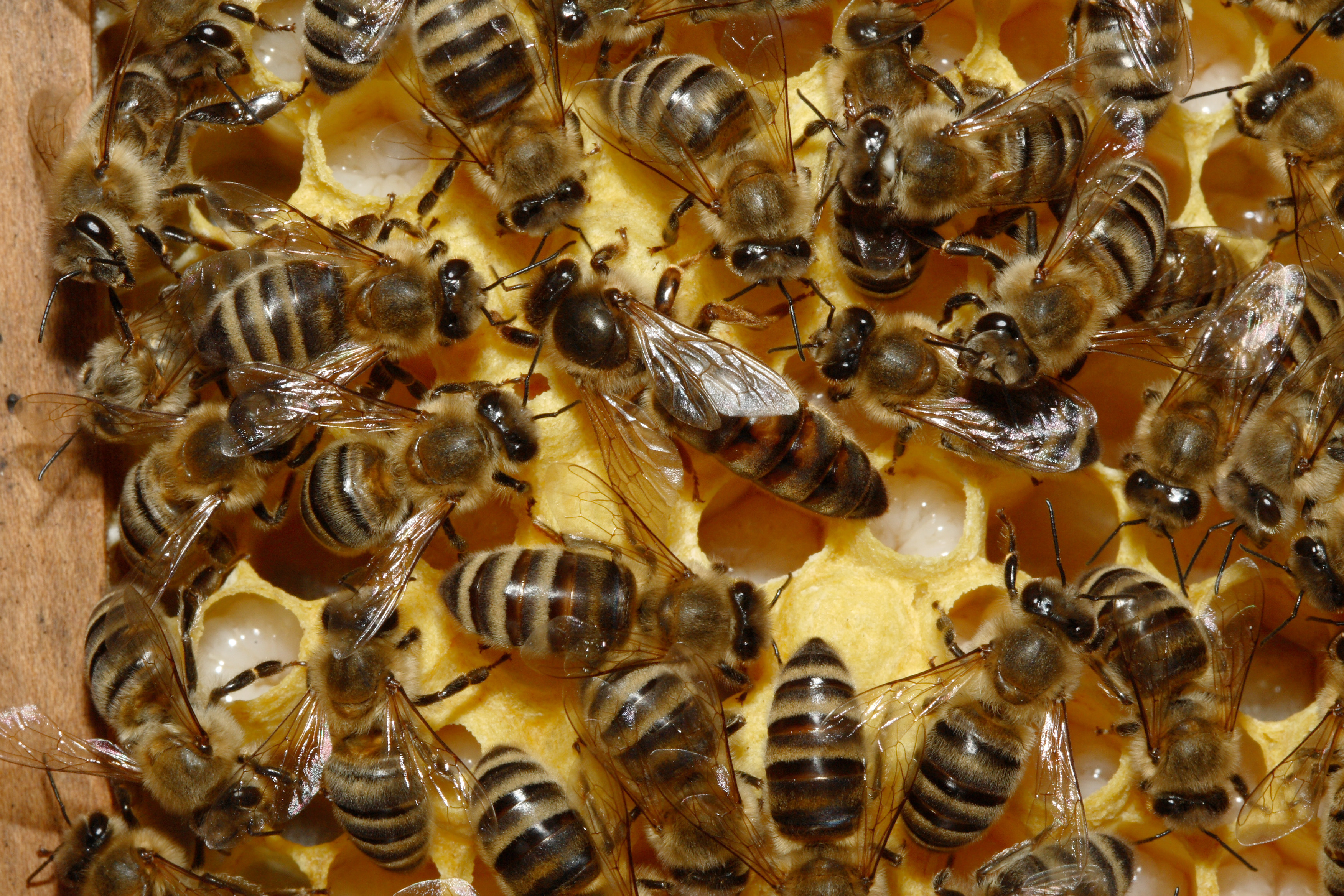
Un'ape regina circondata da operaie

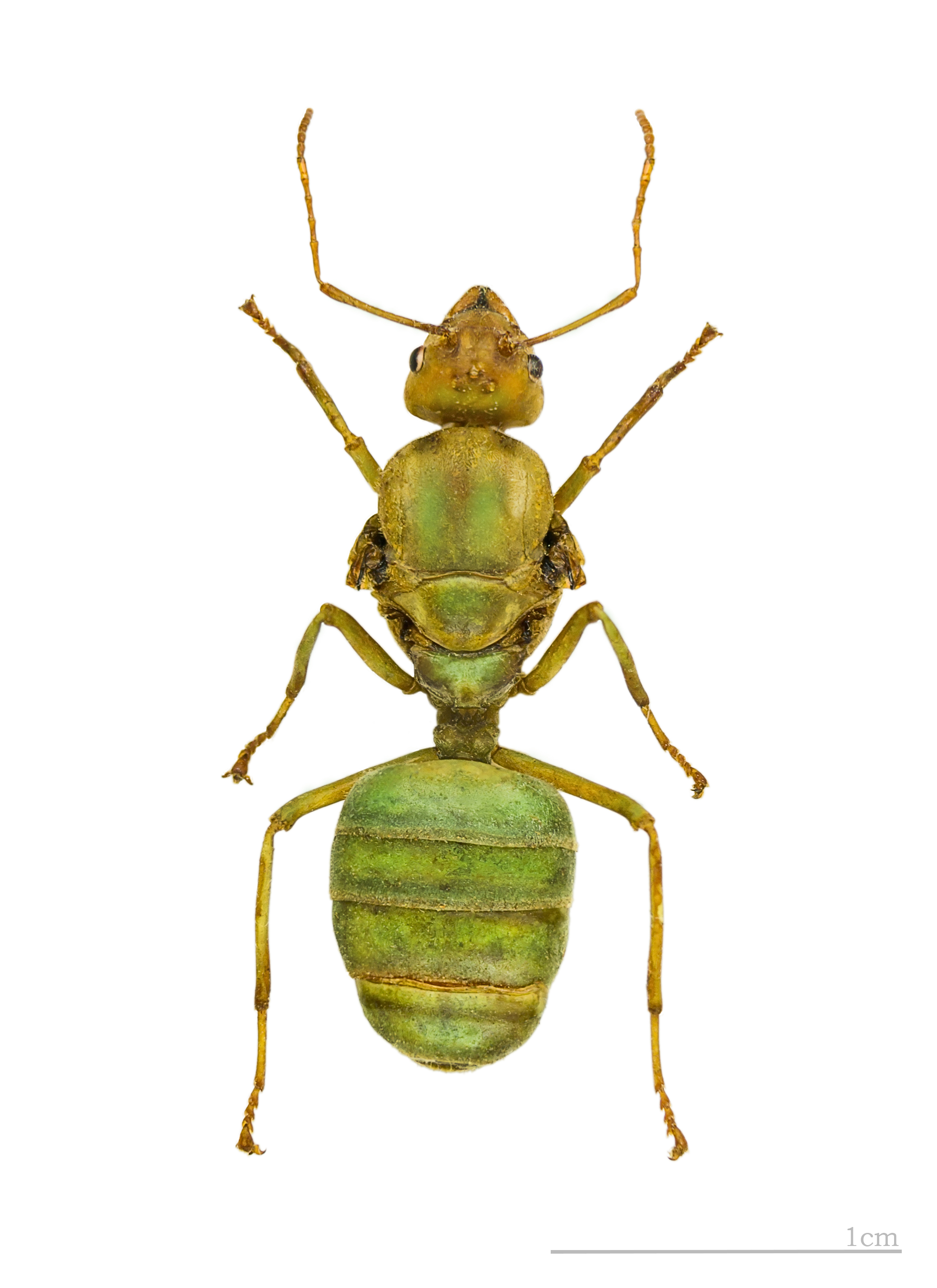
Oecophylla smaragdina Regina

In biologia per regina si intende la femmina di un insetto sociale e dell'Heterocephalus glaber in grado di riprodursi o fecondata. Più grande degli altri individui, si sviluppa da larve nutrite in modo particolare (l'ape regina, ad esempio, viene nutrita con pappa reale) per diventare sessualmente mature. A seconda della specie, la regina può essere una o più d'una. Alla regina o alle regine è demandata la funzione di deporre le uova e, in alcuni casi, di accudirle.

## Caratteristiche
Le regine, essendo dotate di ovari, hanno un addome più grande per effetto della fisogastria.
Nelle termiti e nelle formiche sono dotate di ali fino al volo nuziale.